# Uladzimir Šunejka
Uladzimir Aljaksandravič Šunejka (in bielorusso Уладзімір Аляксандравіч Шунейка?; Minsk, 22 aprile 1974) è un ex calciatore bielorusso, di ruolo difensore.